# Художествена галерия „Стойчо Преснаков“
Художествена галерия „Стойчо Преснаков“ се намира в град Смядово, част от Възрожденския комплекс. Основана е през 2015 година в сградата на някогашното килийно училище.

## История
Килийното образование в Смядово, тогава село, започва през 1820 година, когато по поръка на епархийското началство в Анхиало (днес Поморие) смядовският свещеник поп Георги започва да обучава момчетата в селото. Споменава се името на даскал Рою Коджабуруклията, който преподава в една порутена къща.
През 1832 – 1833 година децата са обучавани от даскал Сиви Стойчев в „една килия, заловена за църковна стая“. За да получат разрешение за изграждането на тази килия смядовчани използвали хитрост: поискали от местния паша позволение да вдигнат къща на свещеника до църквата („Свети Архангел Михаил“). След построяването на сградата през 1860 година половината е преградена за училищна стая.
На 21 май 2015 година училището е преобразувано в художествена галерия с постоянна изложба от картини на Петър Дочев, Валентин Кулев, Веселин Кавалджиев, Красимир Арсов, Валери Желязков, Светлю Стоянов, Иванка Пенева, и други български творци. Галерията носи името на смядовския учител и художник Стойчо Преснаков и фондът съдържа 35 негови картини, дарени от техните собственици. Откриването на галерията е в присъствието на съпругата и дъщерята на Преснаков.